# العلاقات البيروية المالطية
العلاقات البيروفية المالطية هي العلاقات الثنائية التي تجمع بين بيرو ومالطا.

## مقارنة بين البلدين
هذه مقارنة عامة ومرجعية للدولتين:
| وجه المقارنة                                              | بيرو                                   | مالطا                                                     |
| --------------------------------------------------------- | -------------------------------------- | --------------------------------------------------------- |
| المساحة (كم2)                                             | 1.29 مليون                             | 316                                                       |
| عدد السكان (نسمة)                                         | 32.16 مليون                            | 465.29 ألف                                                |
| الكثافة السكانية (ن./كم²)                                 | 24.93                                  | 147.24 ألف                                                |
| العاصمة                                                   | ليما                                   | فاليتا                                                    |
| اللغة الرسمية                                             | اللغة الإسبانية، اللغة الأيمرية، كتشوا | اللغة المالطية، لغة إنجليزية                              |
| العملة                                                    | سول بيروفي جديد                        | يورو، ليرة مالطية                                         |
| الناتج المحلي الإجمالي (بليون دولار)                      | 211.39 مليار                           | 12.54 مليار                                               |
| الناتج المحلي الإجمالي (تعادل القوة الشرائية) بليون دولار | 393.13 مليار                           | 14.68 مليار                                               |
| الناتج المحلي الإجمالي الاسمي للفرد دولار أمريكي          | 6.03 ألف                               | 22.60 ألف                                                 |
| الناتج المحلي الإجمالي للفرد دولار أمريكي                 | 11.99 ألف                              |                                                           |
| مؤشر التنمية البشرية                                      | 0.740                                  | 0.839                                                     |
| رمز المكالمات الدولي                                      | +51                                    | +356                                                      |
| رمز الإنترنت                                              | .pe                                    | .mt                                                       |
| المنطقة الزمنية                                           | توقيت بيرو، 00                         | توقيت وسط أوروبا، ت ع م+01:00، ت ع م+02:00، أوروبا/مالطا ‏ |

## منظمات دولية مشتركة
يشترك البلدان في عضوية مجموعة من المنظمات الدولية، منها:
| علم المنظمة | اسم المنظمة                               | تاريخ انضمام بيرو | تاريخ انضمام مالطا |
| ----------- | ----------------------------------------- | ----------------- | ------------------ |
|             | يونسكو                                    | 21 نوفمبر 1946    | 10 فبراير 1965     |
|             | وكالة ضمان الاستثمار متعدد الأطراف        | 2 ديسمبر 1991     | 12 سبتمبر 1990     |
|             | الأمم المتحدة                             | 31 أكتوبر 1945    | 1 ديسمبر 1964      |
|             | الفريق المعني برصد الأرض                  | ?                 | ?                  |
|             | الاتحاد البريدي العالمي                   | ?                 | ?                  |
|             | البنك الدولي للإنشاء والتعمير             | 31 ديسمبر 1945    | 26 سبتمبر 1983     |
|             | المنظمة الهيدروغرافية الدولية             | ?                 | ?                  |
|             | الاتحاد الدولي للاتصالات                  | 12 يوليو 1915     | 1965               |
|             | منظمة حظر الأسلحة الكيميائية              | ?                 | ?                  |
|             | مؤسسة التمويل الدولية                     | 20 يوليو 1956     | 1 يونيو 2005       |
|             | المركز الدولي لتسوية المنازعات الاستشارية | 8 سبتمبر 1993     | 3 ديسمبر 2003      |
|             | منظمة التجارة العالمية                    | ?                 | ?                  |
|             | منظمة الشرطة الجنائية الدولية             | ?                 | ?                  |

## وصلات خارجية
- موقع وزارة الخارجية البيروفية
- موقع وزارة الخارجية المالطية